# Fard (rappeur)
Pour les articles homonymes, voir Fard.
Fard, de son vrai nom  Farhad Nazarinejad (arabe : فرهاد نظرینژاد ; né le 16 juin 1984 à Ispahan), est un rappeur irano-allemand.

## Biographie
À l'âge de dix ans, la culture hip-hop éveille l'intérêt de Fard. Il commence à rapper et se fait un nom dans la région au fil du temps. Il figure ainsi sur le DVD 1on1 Freestyle-Rap Battle et sur quelques featuring chez Ercandize, Snaga ou Pillath. En 2006, il sort sa première mixtape, Blut, Schweiß, Tränen und Triumphe, distribuée par Rough Trade. Un an plus tard, Fard se fait remarquer dans toute l'Allemagne en battant, lors de la battle Feuer über Deutschland 2, le rappeur Bendt, sous contrat avec le label discographique berlinois Sektenmuzik. Lors de cette battle, Fard a également mentionné de manière négative le cofondateur de leur label Sido, ce qui conduit à quelques attaques latérales des deux côtés. Le deuxième album solo de Fard sort le 9 mai 2008 sous le titre Omertà, nom qui faisait référence au vœu de silence de la mafia italienne. Des vidéos sont filmées sur Zeig etwas Respekt, 60 Terrorbars 3, In dein G Sicht, Rashid und Jamal, et Wunschkonzert. Le morceau Kingshit, est une collaboration entre Fard et Snaga.
Un an plus tard, l'album Talion (latin : vengeance) sort avec Snaga. Des vidéos sont tournées pour Ich vergesse nicht, Hand aufs Herz, Sehnsucht nach mehr, Ihr Geheimnis, Good Morning Vietnam et Wir sind eine Macht.
Le 26 novembre 2010, Fard sort son premier album Alter Ego (latin : autre moi). Snaga, Kollegah, Summer Cem et Farid Bang participent en tant qu'invités. En amont, des vidéos sont publiées sur Intro, Peter Pan, Der Junge ohne Herz, Hilf dir selber, Auf den Weg, Marmeltier et Lass sie reden. L'album atteint la 66e place du classement des albums allemands, et même la 56e place en Suisse.
Le 2 mars 2018, son sixième album solo Alter Ego 2 sort.

## Accueil
La chanson Contraband, enregistrée en collaboration avec Snaga, a été critiquée comme étant antisémite. La chanson commence par l'exclamation Pro Mudschaheddin, pro Palestine. Ensuite, les rappeurs « dirigent leur haine [...] contre la « politique de Tel Aviv » » et utilisent « des analogies antisémites classiques comme la critique des intérêts bancaires ou des associations conspirationnistes avec les 'Bilderberg' ». Le tout est en outre « accompagné et illustré par une esthétique paramilitaire - pour la 'liberté' avec des matraques, des torches, des koufyas et des mitraillettes ».

## Discographie

### Albums studio
- 2008 : Omertà
- 2009 : Talion (avec Snaga)
- 2010 : Alter Ego
- 2011 : Invictus
- 2013 : Bellum et Pax
- 2014 : Talion II: La Rabia (avec Snaga)
- 2015 : Ego
- 2016 : Bei Fame hört Freundschaft auf
- 2018 : Alter Ego 2
- 2020 : Nazizi

### Mixtapes
- 2006 : Blut, Schweiß, Tränen und Triumphe
- 2018 : Habuubz, Volume 1

### EP
- 2015 : Mezzanin
- 2016 : BFHFA Bonus EP
- 2018 : Mezzanin Vol. 2

### Compilations
- 2018 : Lost Tapes

### Singles
- 2006 : Der neue Pott (feat. Snaga & Pillath, Manuellsen et Grossmaul) (Juice-Exclusive! sur Juice-CD #66)
- 2008 : Backpfeifenkönig (Juice-Exclusive! sur Juice-CD #84)
- 2008 : Zeig etwas Respekt (E-Single)
- 2009 : Talion, Talion (Juice Bunker Remix) (feat. Snaga) (Juice-Exclusive auf Juice-CD #96)
- 2010 : Der Junge ohne Herz (E-Single)
- 2010 : Hilf dir selber
- 2011 : Seine Geschichte
- 2011 : Endlich Helden
- 2011 : Reich und schön
- 2013 : Madar
- 2013 : In seinem Blut
- 2013 : Zu spät / I Remember When (feat. Bobby V)
- 2014 : Schmerz in der Brust (SadiQ feat. Fard)
- 2015 : Traumfängerphase / Opener
- 2015 : Nazizi
- 2015 : Rohdiamant / Huckleberryfinnphase
- 2015 : Sehnsucht
- 2015 : Plomo o Plata
- 2016 : #BFHFA (Bei Fame hört Freundschaft auf)
- 2018 : Üff üff
- 2018 : Kennst du nicht
- 2018 : Alles für mich (Moe Phoenix)
- 2019 : Oscar
- 2019 : Telegram
- 2020 : Eisblume
- 2020 : Wunschkonzert (2020 Edit)
- 2020 : Dogo Argentino
- 2020 : Hand aufs Herz (Jupiter Edition)
- 2020 : Moonwalk
- 2022 : Lass sie reden (feat. Jamule ; 3e des charts allemands le 15 juillet 2022[7])